# 군사정보대응사령부
군사정보대응사령부(Military Intelligence Readiness Command (MIRC))는 미국 육군 예비군의 군사정보대 사령부이다. 2005년에 창설되어 버지니아주의 포트 벨보어에 본부를 두고 있다. 표어는 "Always Engaged".

## 부대
Army Reserve Element (ARE)→육군 예비군 제대
Army Reserve Intelligence Support Center (ARISC)→육군 예비군 정보지원센터
Joint Analysis Center (JAC)→합동분석원
Joint Intelligence Center (JIC)→합동정보원
Joint Intelligence Operations Center (JIOC)→합동정보작전센터
- 전구지원사령부 - 버지니아주 포트 벨보어
  - 동북부(NEARISC) - 뉴저지주 포트 딕스
  - 동남부(SEARISC) - 조지아주 포트 길렘
  - 중북부(NC ARISC) - 일리노이주 포트 세리단
  - 남서부(SW ARISC) - 텍사스주 캠프 불리스
  - 서부(West ARISC) - 캘리포니아주 캠프 파커스
  - 제203군사정보대대 (기술정보) - 메릴랜드주 에버딘 실험장

### 여단
- 제259원정군사정보여단 - 워싱턴주 포트 루이스
  - 제301군사정보대대 (TSB)(태평양 육군), 애리조나주 피닉스
  - 제321군사정보대대 (BFSB), 텍사스주 오스틴
  - 제373군사정보대대 (BFSB), 워싱턴주 텀워터
  - 제368군사정보대대 (TSB)(한국) - 캘리포니아주 더블린
- 제336원정군사정보여단 - 뉴저지주 포트 딕스
  - 제323군사정보대대 (TSB)(유럽 육군), 메릴랜드주 포트 조지 G. 미드
  - 제325군사정보대대 (BFSB) - 코네티컷주 이스트 윈저
  - 제337군사정보대대 (TSB) (EAC), 일리노아주 포트 쉐리든
  - 제345군사정보대대 (TSB)(서남아시아) - 조지아주 포트 아이젠아워
    - 제513군사정보여단, 본부 및 본부중대 (중부 육군 예비군 제대) - 조지아주 포트 아이젠아워
    - 470군사정보여단, 본부 및 본부분견대 (TIG) (남부 육군 예비군 제대) - 텍사스주 캠프 불리스

  - 제378군사정보대대 (BFSB), 일리노아주 포트 쉐리든
- 제505군사정보여단, 텍사스주 캠프 불리스
  - 제377군사정보 (TSB), 플로리다주 올랜도

### 단

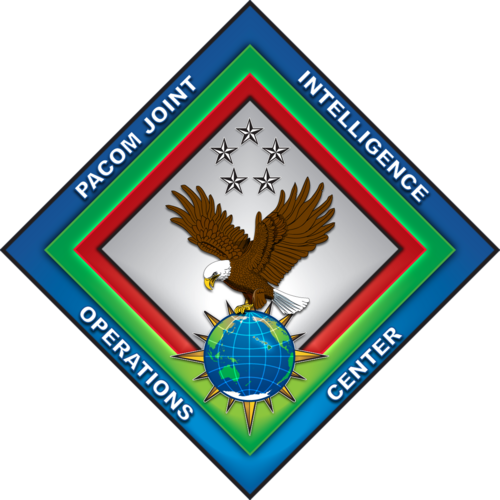
인도-태평양 사령부 합동정보작전센터의 문장

- 제648지역지원단, 본부 및 본부분견대 - 미주리주 세인트루이스
  - 미국 아프리카 사령부 합동정보작전센터, 육군 예비군 제대 - 메릴랜드주 포트 조지 G. 미드
  - 미국 유럽 사령부 합동정보작전센터(JIOCEUR) 합동분석원 (JAC) 육군 예비군 제대 - 조지아주 포트 길렘
  - 미국 인도-태평양 사령부 합동정보작전센터, 육군 예비군 제대 - 메릴랜드주 포트 조지 G. 미드
  - 미국 중부사령부 합동정보원(J2/CENTJIC) 육군 예비군 제대 - 플로리다주 템파
- 국가정보지원단 (NISG)
  - 제2100군사정보단 - 오하이오주 라이트-페터슨 공군기지
  - 제2200군사정보단 - 메사추세츠주 포트 데벤스
  - 제2300군사정보단 - 버지니아주 샬러츠빌
  - 제2500군사정보단 - 플로리다주 잭슨빌
  - 제3100전략정보단 - 버지니아주 포트 벨보어
  - 제3200전략정보단 - 버지니아주 포트 벨보어
  - 제3300전략정보단 - 버지니아주 포트 벨보어
  - 국가안보국/중앙안보청 조지아주 육군 예비군 제대 - 미시간주 프레이저
  - 국가안보국/중앙안보청 텍사스주 육군 예비군 제대 - 텍사스주 샌안토니오
  - 국가안보국/중앙안보청 하와이주 육군 예비군 제대 - 워싱턴주 루이스-맥코드 합동기지
  - 육군 기술통제분석부대, 군사정보증강대 - 메릴랜드주 포트 조지 G. 미드
  - 미국 육군 예비군 대테러부대 - 워싱턴 D.C. 국무부 소관
- 심문단 - 포트 딕스
  - 제338군사정보대대 (심문) - 텍사스주 샌안토니오
  - 제314군사정보대대 (심문) - 캘리포니아주 샌디에이고
  - 제372군사정보대대 (심문) - 오하이아주 신시내티
  - 제752군사정보대대 (방첩) - 버지니아주 포트 벨보어

### 기타
- 육군 예비군 작전처(AROA)
  - 제752군사정보대대 - 메릴랜드주 포트 조지 G. 미드

## 같이 보기
- 정보보안사령부
- 미국 육군 군사정보대

## 참고
1. ↑  “About Us” (영어). United States Army Reserve Public Affairs Office. 2020년 10월 22일에 확인함.